# Karshi Womens
Il Karshi Womens è un torneo professionistico di tennis giocato su campi in cemento. Fa parte dell'ITF Women's Circuit. Si gioca annualmente a Karshi in Uzbekistan.

## Albo d'oro

### Singolare
| Anno     | Campionessa        | Finalista        | Punteggio     |
| -------- | ------------------ | ---------------- | ------------- |
| 2011     | Ekaterina Jašina   | Sofia Kvatsabaia | 6-2, 6-3      |
| 2011 (2) | Isabella Holland   | Tetjana Arefyeva | 7-5, 6-4      |
| 2012     | Ksenija Milevskaja | Nadežda Kičenok  | 6–4, 7–5      |
| 2012 (2) | Nadežda Kičenok    | Tadeja Majerič   | 6–3, 7–6(7–3) |
| 2013     | Sabina Sharipova   | Yang Yi          | 6–2, 6–3      |
| 2013 (2) | Sabina Sharipova   | Ankita Raina     | 6–3, 6–3      |

### Doppio
| Anno     | Campionesse                           | Finaliste                                | Punteggio           |
| -------- | ------------------------------------- | ---------------------------------------- | ------------------- |
| 2011     | Nigina Abduraimova Albina Khabibulina | Anna Škudun Ekaterina Jašina             | 6-1, 6-2            |
| 2011 (2) | Tetjana Arefyeva Evgenija Paškova     | Naomi Broady Isabella Holland            | 6(1)–7, 7-5, [10-7] |
| 2012     | Darya Lebesheva Ekaterina Jašina      | Albina Khabibulina Anastasіja Vasyl'jeva | 7–6(7–5), 6–2       |
| 2012 (2) | Valentina Ivachnenko Kateryna Kozlova | Veronika Kapšaj Teodora Mirčić           | 7–5, 6–3            |
| 2013     | Albina Khabibulina Al'ona Sotnikova   | Sabina Sharipova Ekaterina Jašina        | 6–3, 7–5            |
| 2013 (2) | Margarita Gasparjan Polina Pekhova    | Veronika Kapšaj Teodora Mirčić           | 6–2, 6–1            |